# ویتالی ناکونچنیل
ویتالی ناکونچنیل (به انگلیسی: Vitaliy Nakonechnyi) ژیمناست زادهٔ ۲ اوت ۱۹۸۶ میلادی اهل کشور اوکراین است.